# Des Horne
Desmond Tolton „Des“ Horne (* 12. Dezember 1939 in Johannesburg; † 20. Juli 2015) war ein südafrikanischer Fußballspieler.

## Sportlicher Werdegang
Horne wechselte 1956 von Durban Railways zum seinerzeitigen Erstligisten Wolverhampton Wanderers in die First Division. Dort spielte er zunächst im Nachwuchsbereich und erreichte 1958 mit der Jugendmannschaft das Endspiel um den FA Youth Cup, das gegen den Nachwuchs des FC Chelsea nach einer 1:5-Hinspielniederlage mit einem 6:1-Rückspielerfolg gewonnen wurde. Anschließend rückte er unter Trainer Stan Cullis in die amtierende Meistermannschaft auf, zur Titelverteidigung am Ende der Spielzeit 1958/59 trug er mit drei Toren in acht Spielen geringfügig bei.
Mittlerweile Stammspieler, verpasste er in der Spielzeit 1959/60 als Vizemeister erneut eine Meistermedaille, im Endspiel um den FA Cup desselben Jahres gelang jedoch nach Toren des zweifach erfolgreichen Norman Deeley und einem Eigentor von Mick McGrath mit einem 3:0-Erfolg über die Blackburn Rovers Hornes erster offizieller nationaler Titelgewinn. Dabei hatte er Deeley ein Tor aufgelegt.
Nachdem Horne jedoch in der folgenden Saison erneut seinen Stammplatz verloren hatte, wechselte er im März 1961 innerhalb der Liga zum FC Blackpool. 1966 ging er nach 120 Spielen zurück in sein Heimatland, wo er sich den Southern Suburbs anschloss.